# VSB-30
El VSB-30 (siglas de Vehículo de Exploración Booster en idioma portugués) es un cohete sonda brasileño. 
El cohete experimental despegó por primera vez el 23 de octubre de 2004 a las 13:50 (hora local) desde el Centro de Lanzamiento de Alcántara, a 2,3° del ecuador. La nave alcanzó una altura de 250 km y reportó varios experimentos microgravitacionales a la Agencia Espacial Brasileña.
El vehículo es utilizado desde el año 2005 por la Agencia Espacial Europea en la base Esrange en Kiruna (Suecia) como sucesor de los cohetes Skylark con decenas de lanzamientos.
Al 2021 fue utilizado como impulsor del primero vuelo del 14-X, vehículo hipersónico brasileño.

## Especificaciones

Cohete VSB-30, estadios y carga útil.

- Apogeo: 276 km
- Carga útil: 400 kg
- Masa total: 2.580 kg
- Diámetro: 0,58 m
- Longitud total: 12,4 m

## Lanzamientos
| #  | Vehículo           | Fecha      | Local                          | Resultado       | Observaciones         |
| -- | ------------------ | ---------- | ------------------------------ | --------------- | --------------------- |
| 1  | VSB-30 V1          | 23/10/2004 | Brasil - CLA                   | éxito           | Cajuana               |
| 2  | VSB-30 V2          | 01/12/2005 | Suecia - Esrange               | éxito           | conjunto con ESA      |
| 3  | VSB-30 V3          | 11/05/2006 | Suecia - Esrange               | éxito           | conjunto con ESA      |
| 4  | VSB-30 V4          | 19/07/2007 | Brasil CLA                     | éxito (parcial) | pierda de carga útil  |
| 5  | VSB-30 V5          | 07/02/2008 | Suecia - Esrange               | éxito           | TEXUS 44              |
| 6  | VSB-30 V6          | 21/02/2008 | Suecia - Esrange               | éxito           | TEXUS 45              |
| 7  | VSB-30 V8          | 15/052008  | Suecia - Esrange               | éxito           | TEXUS 44 (EML 2)      |
| 8  | VSB-30 V9          | 22/11/2009 | Suecia - Esrange               | éxito           | TEXUS 46              |
| 9  | VSB-30 V10         | 29/02/2009 | Suecia - Esrange               | éxito           | TEXUS 47              |
| 10 | VSB-30 V7          | 12/12/2010 | Brasil - CLA                   | éxito           | MICROG 1A             |
| 11 | VSB-30 V15         | 29/03/2011 | Suecia - Esrange               | éxito           | TEXUS 49              |
| 12 | VSB-30 V14         | 27/11/2011 | Suecia - Esrange               | éxito           | TEXUS 48              |
| 13 | VSB-30 V16         | 13/02/2013 | Suecia - Esrange               | éxito           | MASER 12              |
| 14 | VSB-30 V17         | 12/04/2013 | Suecia - Esrange               | éxito           | TEXUS 50              |
| 15 | VSB-30 V20         | 22/02/2015 | Suecia - Esrange               | éxito           | CRYOFENIX             |
| 16 | VSB-30 V13         | 30/03/2015 | Noruega - Andøya Space Center  | éxito           | HIFiRE 7              |
| 17 | VSB-30 V18         | 23/04/2015 | Suecia - Esrange               | éxito           | TEXUS 51              |
| 18 | VSB-30 V21         | 27/04/2015 | Suecia - Esrange               | éxito           | TEXUS 52              |
| 19 | VSB-30 V24         | 30/06/2015 | Suecia - Esrange               | éxito           | MAPHEUS 5             |
| 20 | VSB-30 V22         | 01/12/2015 | Suecia - Esrange               | éxito           | MASER 13              |
| 21 | VSB-30 V23         | 23/01/2016 | Suecia - Esrange               | éxito           | TEXUS 53              |
| 22 | VSB-30 V11         | 07/12/2016 | Brasil - CLA                   | éxito (Parcial) | MICROG 2              |
| 23 | VSB-30 V19         | 23/01/2017 | Suecia - Esrange               | éxito           | MAIUS 1               |
| 24 | VSB-30 V20         | 13/05/2017 | Suecia - Esrange               | éxito           | MAPHEUS 7             |
| 25 | VSB-30 V12         | 30/06/2017 | Australia - Woomera Test Range | éxito           | HIFiRE 4a / HIFiRE 4b |
| 26 | VSB-30 V21         | 13/07/2018 | Suecia - Esrange               | éxito           | TEXUS 54              |
| 27 | VSB-30 V22         | 31/05/2018 | Suecia - Esrange               | éxito           | TEXUS 55              |
| 28 | VSB-30 V23         | 24/06/2019 | Suecia - Esrange               | éxito           | MASER 14              |
| 29 | VSB-30 V24         | 15/11/2019 | Suecia - Esrange               | éxito           | TEXUS 56              |
| 30 | VSB-30 V32 (14-XS) | 15/12/2021 | Brasil - CLA                   | éxito           | Cruzeiro              |
| 31 | VSB-30 V33         | 01/10/2022 | Suecia - Esrange               | éxito           | TEXUS 57              |
| 32 | VSB-30 V29 (PMM)   | 19/10/2022 | Brasil - CLA                   | éxito           | Sta. Branca           |
| 33 | VSB-30 V34         | 23/11/2022 | Suecia - Esrange               | éxito           | MASER 15              |

## Galería

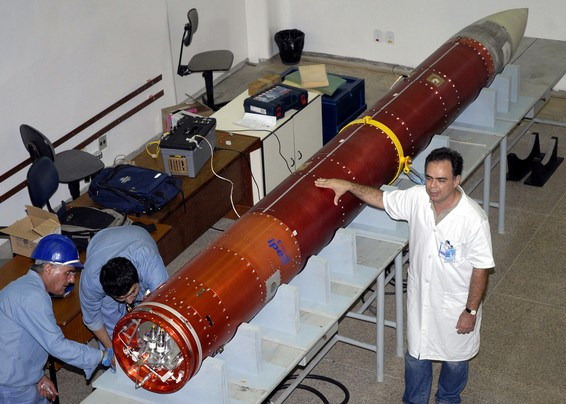
Ensamblado de la parte superior de un VSB-30.
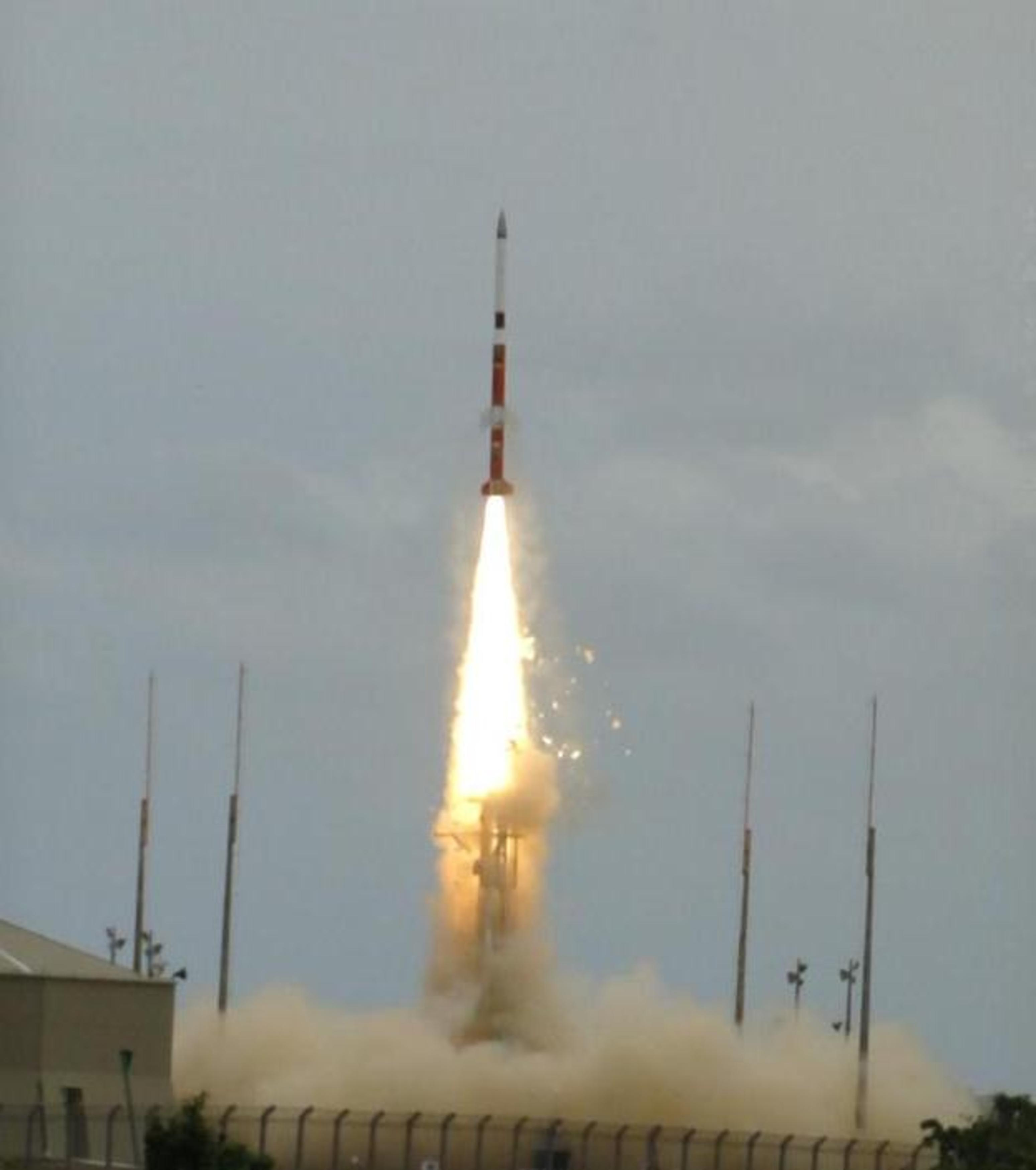
Lanzamiento de un cohete VSB-30 en la operación Mapheus 5.
- Lanzamiento de un VSB-30 en Esrange, Suecia como parte de TEXUS 49 en 2011.
- Lanzamiento desde Centro de Lanzamiento de Alcântara.